# جیمی کانلین
جیمی کانلین (انگلیسی: Jimmy Conlin؛ ‏ ۱۴ اکتبر ۱۸۸۴ – ۷ مهٔ ۱۹۶۲) بازیگر و هنرمند وودویل اهل ایالات متحده آمریکا بود.

## گزیدهٔ فیلم‌شناسی
- جشن فوتلایت
- رز ماری
- ناخداهای دلیر
- مانکن
- فلوریان
- مک‌گینتی بزرگ
- کریسمس در ژوئیه
- بانو ایو
- نگاه کن چه کسی می‌خندد
- سفرهای سولیوان
- زن سال
- داستان پام بیچ
- دیوانگان رقص
- مجنون هیتلر
- دیکسی
- علی‌بابا و چهل دزد
- توفان تابستانی
- گمشده در حرم
- تصویر دوریان گری
- دو خواهر اهل بوستون
- آسمان‌های آبی
- گناه هارولد دیدلباک
- دوره‌گردها
- عزا برازنده الکتراست
- مخاطره
- خواننده جاز
- تشریح یک قتل
- تالسا